# Eutropis englei
Eutropis englei är en ödleart som beskrevs av  Taylor 1925. Eutropis englei ingår i släktet Eutropis och familjen skinkar. IUCN kategoriserar arten globalt som otillräckligt studerad. Inga underarter finns listade i Catalogue of Life.